# Willian Farias
Willian Roberto de Farias, genannt Willian Farias, (* 6. Juni 1989 in Curitiba) ist ein brasilianischer Fußballspieler.

## Karriere
Der Spieler durfte seine ersten Schritte als Profi in seinem Jugendverein Coritiba FC machen. Hier wuchs er schnell zu einem Stammspieler heran. Mit dem Verein konnte Willian Farias mehrmals die Campeonato Paranaense gewinnen. Des Weiteren zählt der Aufstieg in die erste Liga 2010 als Meister der Série B zu seinen Erfolgen.
Im Februar 2014 wechselte er zum amtierenden brasilianischen Meister Cruzeiro EC nach Belo Horizonte. Zum Gewinn des vierten Meistertitels in der Série A 2014 trug er mit vierzehn Einsätzen bei.
Nachdem Willian Farias für die Saison 2016 an den EC Vitória ausgeliehen war, wurde er im Dezember 2016 fest von dem Klub übernommen. Die Anteile an dem Spieler wurden neu gegliedert. Vitória erhielt 40 %, Cruzeiro behielt weiterhin 40 % und weitere 20 % bei seinem Jugendklub Coritiba. Nachdem sein Klub am Ende der Série A 2018 in die Série B absteigen musste, wechselte Farias für 2019 zum FC São Paulo.
Nachdem er bei São Paulo bis August nur zu sieben Einsätzen kam (vier Staatsmeisterschaft, zwei Copa Libertadores 2019 und zwei Série A 2019, keine Tore), wechselte Farias zu Sport Recife. Der Vertrag erhielt eine Laufzeit bis Ende 2020. In der Série B 2019 bestritt er noch 14 Spiele (keine Tore). Sport belegte am Saisonende den zweiten Platz und damit den Aufstieg in die Série A 2020. In der Saison 2020 bestritt Willian Farias bis Ende August des Jahres 20 torlose Spiele (vier in der Série A, eins im Copa do Brasil 2020, acht im Copa do Nordeste 2020 und sieben in der Staatsmeisterschaft von Pernambuco).
Anfang September 2020 wurde der Wechsel von Willian Farias in die VAE nach Dubai zum Hatta Club bekannt. Den Klub verließ er Anfang 2021 wieder vorzeitig. Bis dahin bestritt er ein Spiel im UAE Arabian Gulf Cup sowie acht in der UAE Arabian Gulf League. Am 1. März 2021 gab Coritiba seine Rückkehr bekannt. In der Série A 2023 belegte der Klub den 19. Platz und musste in die Série B 2024 absteigen. In dieser trat Willian Farias nach einem Wechsel aber mit Grêmio Novorizontino. Hier verlor man am letzten Spieltag den vierten, einen Aufstiegsplatz in die Série A 2024.

## Erfolge
Coritiba
- Staatsmeisterschaft von Paraná: 2010, 2011, 2012, 2013, 2022
- Série B: 2010

Cruzeiro EC
- Staatsmeisterschaft von Minas Gerais: 2014
- Campeonato Brasileiro de Futebol: 2014

Vitória
- Staatsmeisterschaft von Bahia: 2016, 2017